# Sticky & Sweet Tour
Sticky & Sweet Tour là chuyến lưu diễn thứ tám của nữ ca sĩ nhạc pop người Mỹ Madonna để quảng bá cho album phòng thu thứ tám của cô, Hard Candy (2008). Chuyến lưu diễn được bắt đầu vào tháng 8 năm 2008. Đây là chuyến lưu diễn đầu tiên của cô với hãng thu âm Live Nation. Chuyến lưu diễn được thông báo vào tháng 2 năm 2008, với thời gian và địa điểm tổ chức tại Bắc Mỹ và Liên hiệp Anh. Mặc dù đã lên kế hoạch, song chuyến lưu diễn không được tổ chức tại Úc do tác động của cuộc khủng hoảng tài chính. Nhà thiết kế thời trang Arianne Phillips được giao trách nhiệm thiết kế quần áo, cùng với các nhà tạo mẫu và thương hiệu khác. Các màn trình diễn theo như kế hoạch ban đầu sẽ giống với chuyến lưu diễn Confessions Tour năm 2006. Sau đó, đến năm 2009, Madonna chỉnh sửa lại các màn trình diễn, trong đó bao gồm những ca khúc từ rất lâu.
Chuyến lưu diễn được miêu tả là "một cuộc hành trình nhạc nhảy đầy sôi động". Nó được chia làm bốn phần chính: Pimp, phần trình diễn các ca khúc liên quan tới S&M (như "Erotica"); Old School, phần trình diễn các ca khúc cổ điển của Madonna, đồng thời cũng gợi lên những tác phẩm của các nghệ sĩ đã mất như Keith Haring; Gypsy, phần trình diễn nhạc dân gian Romania và nhạc dance; và Rave, phần trình diễn các ca khúc có ảnh hưởng từ phương Đông. Chuyến lưu diễn kết thúc khi Madonna hát cùng với những fan hâm mộ. Đến năm 2009, Madonna thêm vào chuyến lưu diễn một số ca khúc của Michael Jackson để tưởng nhớ ông. Chuyến lưu diễn nhận được những ý kiến tích cực từ giới phê bình.
Sticky & Sweet Tour đã phá nhiều kỷ lục về số vé bán, độ tăng doanh thu và số lượt khán giả. Sau năm 2008, đây là chuyến lưu diễn có doanh thu về nhanh nhất, với 282 triệu đô la Mỹ, phá vỡ kỷ lục trước đó do chính cô tạo ra là Confessions Tour. Tổng thể, Madonna đã trình diễn trước hơn 3,5 triệu người hâm mộ tại 32 quốc gia, thu về 408 triệu đô la Mỹ. Đây là chuyến lưu diễn có doanh thu lớn thứ tư mọi thời đại, và là chuyến lưu diễn có doanh thu cao nhất mọi thời đại bởi một ca sĩ hát đơn. Tại Giải Billboard Touring năm 2009, chuyến lưu diễn này thắng giải ở hạng mục Chuyến lưu diễn hàng đầu.

## Bối cảnh

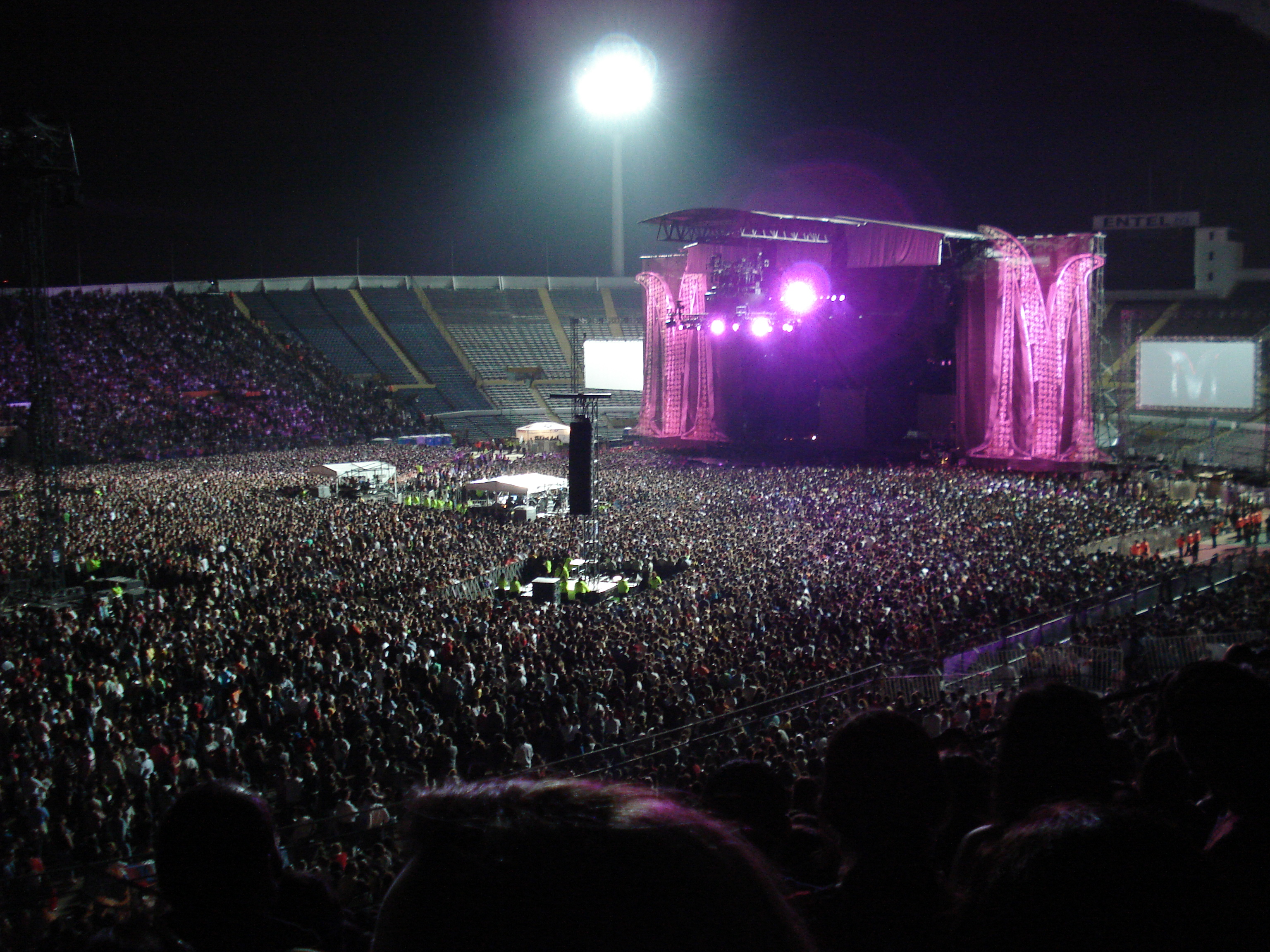
Quang cảnh sân vận động, nơi tổ chức buổi lưu diễn tại Santiago, Chile, với hai chữ 'M' khổng lồ bên cánh gà.

Chuyến lưu diễn chính thức được xác minh vào ngày 8 tháng 5, năm 2008 bởi Guy Oseary, quản lý của Madonna và Arthur Fogel, chủ tịch của hãng đĩa Live Nation. Tạp chí Billboard xác nhận rằng chuyến lưu diễn sẽ được khởi động vào ngày 23 tháng 8 năm 2008 tại Cardiff, Xứ Wales, với các màn trình diễn giống với trong năm. Nó được đặt tên là "Sticky & Sweet Tour" và được lên kế hoạch sẽ tổ chức tại 3 châu lục trong 50-60 ngày. Chuyến lưu diễn được sản xuất trên toàn cầu bởi hãng đĩa Live Nation và quảng bá cho album phòng thu Hard Candy của Madonna. Chuyến lưu diễn được miêu tả là "một cuộc hành trình nhạc nhảy đầy sôi động" và được chia làm bốn phần chính: Pimp là phần trình diễn các ca khúc liên quan tới S&M, Old School là phần cho các ca khúc đã lâu (khoảng thập niên 80) nhằm tưởng nhớ các nghệ sĩ đã mất như Keith Haring, Gypsy trình diễn các điệu nhảy dân gian của Romania và nhạc dance, và Rave trình diễn các ca khúc có ảnh hưởng từ phương Đông.
Vào ngày 30 tháng 1 năm 2009, Madonna thông báo quyết định tiếp tục chuyến lưu diễn vào mùa hè năm 2009, với hơn 25 chuyến tại châu Âu. Phần thứ hai của chuyến lưu diễn được bắt đầu ngày 4 tháng 7 tại The O2 Arena tại Luân Đôn, Liên hiệp Anh, sau hai tuần khuấy động tại Tel Aviv, Israel. Các ngày còn lại, Madonna sẽ trình diễn các ca khúc mà đã lâu Madonna chưa biểu diễn, theo Fogel.

## Danh sách bài hát
1. "The Sweet Machine" (Giới thiệu video) (chứa yếu tố từ "Manipulated Living", "4 Minutes", "Human Nature" và "Give It 2 Me")
2. "Candy Shop" (chứa yếu tố từ "4 Minutes" và "Beat Goes On")
3. "Beat Goes On" (chứa yếu tố từ "And the Beat Goes On")
4. "Human Nature" (chứa yếu tố từ "Gimme More" và "What You Need")
5. "Vogue"
6. "Die Another Day"
7. "Into the Groove"
8. "Heartbeat"
9. "Borderline"
10. "She's Not Me"
11. "Music"
12. "Rain"  (Phiên bản phối khí, video kịch ngắn)
13. "Devil Wouldn't Recognize You"
14. "Spanish Lesson"
15. "Miles Away"
16. "La Isla Bonita"
17. "Doli Doli" (Kolpakov Trio Solo)
18. "You Must Love Me"
19. "Get Stupid"
20. "4 Minutes"
21. "Like a Prayer"
22. "Ray of Light"
23. "Hung Up"
24. "Give It 2 Me"

1. "The Sweet Machine"
2. "Candy Shop"
3. "Beat Goes On"
4. "Human Nature"
5. "Vogue"
6. "Into the Groove" (chứa yếu tố từ "Toop Toop", "Body Work", "Jump", "Apache", "It's Like That" và "Double Dutch Bus")
7. "Holiday" (chứa yếu tố từ "Celebration" và "Everybody", cùng với "Jam", "2000 Watts", "Billie Jean", "Another Part of Me" và "Wanna Be Startin' Somethin'")
8. "Dress You Up"
9. "She's Not Me"
10. "Music"
11. "Devil Wouldn't Recognize You"
12. "Spanish Lesson"
13. "Miles Away"
14. "La Isla Bonita"
15. "You Must Love Me"
16. "Get Stupid"
17. "4 Minutes"
18. "Like a Prayer"
19. "Frozen" (chứa yếu tố từ "I'm Not Alone" và "Open Your Heart")
20. "Ray of Light"
21. "Give It 2 Me"

Nguồn:

## Ngày lưu diễn
| Ngày           | Thành phố          | Quốc gia     | Nơi                                 |
| châu Âu        | châu Âu            | châu Âu      | châu Âu                             |
| -------------- | ------------------ | ------------ | ----------------------------------- |
| 23/08, 2008    | Cardiff            | Xứ Wales     | Sân vận động Thiên niên kỷ          |
| 26/08, 2008    | Nice               | Pháp         | Stade Charles-Ehrmann               |
| 28/08, 2008    | Berlin             | Đức          | Sân vận động Olympic                |
| 30/08, 2008    | Zürich             | Thụy Sĩ      | Military Airfield                   |
| 2/09, 2008     | Amsterdam          | Hà Lan       | Amsterdam Arena                     |
| 4/09, 2008     | Düsseldorf         | Đức          | LTU Arena                           |
| 6/09, 2008     | Roma               | Ý            | Sân vận động Olimpico               |
| 9/09, 2008     | Frankfurt          | Đức          | Commerzbank-Arena                   |
| 11/09, 2008    | Luân Đôn           | Anh          | Sân vận động Wembley                |
| 14/09, 2008    | Lisbon             | Bồ Đào Nha   | Parque da Bela Vista                |
| 16/09, 2008    | Sevilla            | Tây Ban Nha  | Sân vận động La Cartuja             |
| 18/09, 2008    | Valencia           | Tây Ban Nha  | Circuito Ricardo Tormo Cheste       |
| 20/09, 2008    | Paris              | Pháp         | Stade de France                     |
| 21/09, 2008    | Paris              | Pháp         | Stade de France                     |
| 23/09, 2008    | Viên               | Áo           | Danube Island                       |
| 25/09, 2008    | Budva              | Montenegro   | Jaz Beach                           |
| 27/09, 2008    | Athens             | Hy Lạp       | Sân vận động Olympic                |
| Bắc Mỹ         |                    |              |                                     |
| 4/10, 2008     | East Rutherford    | Mỹ           | Izod Center                         |
| 6/10, 2008     | Thành phố New York | Mỹ           | Madison Square Garden               |
| 7/10, 2008     | Thành phố New York | Mỹ           | Madison Square Garden               |
| 11/10, 2008[A] | Thành phố New York | Mỹ           | Madison Square Garden               |
| 12/10, 2008    | Thành phố New York | Mỹ           | Madison Square Garden               |
| 15/10, 2008    | Boston             | Mỹ           | TD Banknorth Garden                 |
| 16/10, 2008    | Boston             | Mỹ           | TD Banknorth Garden                 |
| 18/10, 2008    | Toronto            | Canada       | Air Canada Centre                   |
| 19/10, 2008    | Toronto            | Canada       | Air Canada Centre                   |
| 22/10, 2008    | Montreal           | Canada       | Bell Centre                         |
| 23/10, 2008    | Montreal           | Canada       | Bell Centre                         |
| 26/10, 2008    | Chicago            | Mỹ           | Trung tâm United                    |
| 27/10, 2008    | Chicago            | Mỹ           | Trung tâm United                    |
| 30/10, 2008    | Vancouver          | Canada       | Sân vận động BC Place               |
| 1/11, 2008     | Oakland            | Mỹ           | Oracle Arena                        |
| 2/11, 2008     | Oakland            | Mỹ           | Oracle Arena                        |
| 4/11, 2008     | San Diego          | Mỹ           | Petco Park                          |
| 6/11, 2008[B]  | Los Angeles        | Mỹ           | Dodger Stadium                      |
| 8/11, 2008     | Paradise           | Mỹ           | MGM Grand Garden Arena              |
| 9/11, 2008     | Paradise           | Mỹ           | MGM Grand Garden Arena              |
| 11/11, 2008    | Denver             | Mỹ           | Pepsi Center                        |
| 12/11, 2008    | Denver             | Mỹ           | Pepsi Center                        |
| 16/11, 2008    | Houston            | Mỹ           | Minute Maid Park                    |
| 18/11, 2008    | Detroit            | Mỹ           | Ford Field                          |
| 20/11, 2008    | Philadelphia       | Mỹ           | Wachovia Center                     |
| 22/11, 2008    | Atlantic           | Mỹ           | Boardwalk Hall                      |
| 24/11, 2008    | Atlanta            | Mỹ           | Philips Arena                       |
| 26/11, 2008[C] | Miami Gardens      | Mỹ           | Sân vận động Dolphin                |
| 29/11, 2008    | Thành phố México   | México       | Foro Sol                            |
| 30/11, 2008    | Thành phố México   | México       | Foro Sol                            |
| Nam Mỹ         |                    |              |                                     |
| 4/12, 2008     | Buenos Aires       | Argentina    | Sân vận động River Plate            |
| 5/12, 2008     | Buenos Aires       | Argentina    | Sân vận động River Plate            |
| 7/12, 2008     | Buenos Aires       | Argentina    | Sân vận động River Plate            |
| 8/12, 2008     | Buenos Aires       | Argentina    | Sân vận động River Plate            |
| 10/12, 2008    | Santiago           | Chile        | Sân vận động Quốc gia Chile         |
| 11/12, 2008    | Santiago           | Chile        | Sân vận động Quốc gia Chile         |
| 14/12, 2008    | Rio de Janeiro     | Brasil       | Sân vận động Maracanã               |
| 15/12, 2008    | Rio de Janeiro     | Brasil       | Sân vận động Maracanã               |
| 18/12, 2008    | São Paulo          | Brasil       | Sân vận động Morumbi                |
| 20/12, 2008    | São Paulo          | Brasil       | Sân vận động Morumbi                |
| 21/12, 2008    | São Paulo          | Brasil       | Sân vận động Morumbi                |
| châu Âu        |                    |              |                                     |
| 4/7, 2009      | London             | Anh          | The O2 Arena                        |
| 5/7, 2009      | London             | Anh          | The O2 Arena                        |
| 7/7, 2009      | Manchester         | Anh          | Manchester Evening News Arena       |
| 9/7, 2009      | Paris              | Pháp         | Cung thể thao Paris-Bercy           |
| 11/7, 2009     | Werchter           | Bỉ           | Werchter Festival Park              |
| 14/7, 2009     | Milano             | Ý            | San Siro                            |
| 16/7, 2009     | Udine              | Ý            | Sân vận động Friuli                 |
| 21/7, 2009     | Barcelona          | Tây Ban Nha  | Sân vận động Olympic Lluís Companys |
| 23/7, 2009     | Madrid             | Tây Ban Nha  | Sân vận động Vicente Calderón       |
| 25/7, 2009     | Zaragoza           | Tây Ban Nha  | Recinto de la Feria de Zaragoza     |
| 28/7, 2009     | Oslo               | Na Uy        | Valle Hovin                         |
| 30/7, 2009     | Oslo               | Na Uy        | Valle Hovin                         |
| 2/8, 2009      | Sankt-Peterburg    | Nga          | Palace Square                       |
| 4/8, 2009      | Tallinn            | Estonia      | Tallinn Song Festival Grounds       |
| 6/8, 2009      | Helsinki           | Phần Lan     | West Harbour                        |
| 8/8, 2009      | Gothenburg         | Thụy Điển    | Sân vận động Ullevi                 |
| 9/8, 2009      | Gothenburg         | Thụy Điển    | Sân vận động Ullevi                 |
| 11/8, 2009[D]  | Copenhagen         | Đan Mạch     | Sân vận động Parken                 |
| 13/8, 2009     | Prague             | Cộng hòa Séc | Chodov Natural Amphitheater         |
| 15/8, 2009     | Warsaw             | Poland       | Bemowo Airport                      |
| 18/8, 2009     | München            | Đức          | Sân vận động Olympic                |
| 22/8, 2009     | Budapest           | Hungary      | Kincsem Park                        |
| 24/8, 2009     | Belgrade           | Serbia       | Ušće Park                           |
| 26/8, 2009     | Bucharest          | România      | Parc Izvor                          |
| 29/8, 2009     | Sofia              | Bulgaria     | Sân vận động Quốc gia Vasil Levski  |
| châu Á         |                    |              |                                     |
| 1/9, 2009[E]   | Tel Aviv           | Israel       | Hayarkon Park                       |
| 2/9, 2009[E]   | Tel Aviv           | Israel       | Hayarkon Park                       |

### Doanh thu
| Venue                            | City             | Tickets Sold / Available      | Gross Revenue |
| -------------------------------- | ---------------- | ----------------------------- | ------------- |
| Millennium Stadium               | Cardiff          | 33,460 / 33,460 (100%)        | $5,279,107    |
| Stade Charles Ehrmann            | Nice             | 41,483 / 41,483 (100%)        | $4,381,242    |
| Olympic Stadium                  | Berlin           | 47,368 / 47,368 (100%)        | $6,048,086    |
| Military Airfield                | Zurich           | 70,314 / 70,314 (100%)        | $11,093,631   |
| Amsterdam Arena                  | Amsterdam        | 50,588 / 50,588 (100%)        | $6,717,734    |
| LTU Arena                        | Düsseldorf       | 35,014 / 35,014 (100%)        | $4,650,327    |
| Olympic Stadium                  | Rome             | 57,690 / 57,690 (100%)        | $5,713,196    |
| Commerzbank Arena                | Frankfurt        | 39,543 / 39,543 (100%)        | $6,020,706    |
| Wembley Stadium                  | London           | 73,349 / 73,349 (100%)        | $11,796,540   |
| Parque da Bela Vista             | Lisbon           | 75,000 / 75,000 (100%)        | $6,295,068    |
| Olympic Stadium                  | Sevilla          | 47,712 / 59,258 (82%)         | $4,874,380    |
| Circuito Ricardo Tormo Cheste    | Valencia         | 50,143 / 50,143 (100%)        | $4,941,980    |
| Stade de France                  | Paris            | 138,163 / 138,163 (100%)      | $17,583,211   |
| Danube Island                    | Vienna           | 57,002 / 57,002 (100%)        | $8,140,858    |
| Jaz Beach                        | Budva            | 47,524 / 47,524 (100%)        | $3,463,063    |
| Olympic Stadium                  | Athens           | 75,637 / 75,637 (100%)        | $9,030,440    |
| Izod Center                      | East Rutherford  | 16,896 / 16,896 (100%)        | $2,812,250    |
| Madison Square Garden            | New York City    | 61,586 / 61,586 (100%)        | $11,527,375   |
| TD Banknorth Garden              | Boston           | 26,611 / 26,611 (100%)        | $3,658,850    |
| Air Canada Centre                | Toronto          | 34,324 / 34,324 (100%)        | $6,356,171    |
| Bell Centre                      | Montreal         | 34,301 / 34,301 (100%)        | $5,391,881    |
| Trung tâm United                 | Chicago          | 30.968 / 30.968 (100%)        | $5.777.490    |
| BC Place Stadium                 | Vancouver        | 52,712 / 52,712 (100%)        | $5,389,762    |
| Oracle Arena                     | Oakland          | 28,198 / 28,198 (100%)        | $4,964,765    |
| Petco Park                       | San Diego        | 35,743 / 35,743 (100%)        | $5,097,515    |
| Dodger Stadium                   | Los Angeles      | 43,919 / 43,919 (100%)        | $5,858,730    |
| MGM Grand Garden Arena           | Paradise         | 29,157 / 29,157 (100%)        | $8,397,640    |
| Pepsi Center                     | Denver           | 23,501 / 23,501 (100%)        | $4,434,020    |
| Minute Maid Park                 | Houston          | 41,498 / 41,498 (100%)        | $5,170,100    |
| Ford Field                       | Detroit          | 30,119 / 30,119 (100%)        | $2,395,900    |
| Wachovia Center                  | Philadelphia     | 13,790 / 13,790 (100%)        | $2,318,530    |
| Boardwalk Hall                   | Atlantic City    | 13,293 / 13,293 (100%)        | $3,321,000    |
| Philips Arena                    | Atlanta          | 14,843 / 14,843 (100%)        | $2,632,952    |
| Dolphin Stadium                  | Miami            | 47,998 / 47,998 (100%)        | $6,137,030    |
| Foro Sol                         | Mexico City      | 104,270 / 104,270 (100%)      | $10,428,743   |
| River Plate Stadium              | Buenos Aires     | 263,693 / 263,693 (100%)      | $18,274,292   |
| Chile National Stadium           | Santiago         | 146,242 / 146,242 (100%)      | $11,385,499   |
| Maracanã Stadium                 | Rio de Janeiro   | 107,000 / 107,000 (100%)      | $7,322,269    |
| Morumbi Stadium                  | São Paulo        | 196,656 / 196,656 (100%)      | $15,462,185   |
| The O2                           | London           | 27,464 / 27,464 (100%)        | $5,873,149    |
| Manchester Evening News Arena    | Manchester       | 13,457 / 13,457 (100%)        | $2,827,517    |
| Palais Omnisports de Paris-Bercy | Paris            | 15,806 / 15,806 (100%)        | $2,306,551    |
| Werchter Festival Park           | Werchter         | 68,434 / 68,434 (100%)        | $7,190,295    |
| San Siro                         | Milan            | 55,338 / 55,338 (100%)        | $6,507,798    |
| Stadio Friuli                    | Udine            | 28,362 / 28,362 (100%)        | $3,236,277    |
| Olympic Stadium                  | Barcelona        | 44,811 / 44,811 (100%)        | $5,010,557    |
| Vicente Calderón Stadium         | Madrid           | 31,941 / 31,941 (100%)        | $4,109,791    |
| Recinto de la Feria de Zaragoza  | Zaragoza         | 30,940 / 30,940 (100%)        | $2,015,381    |
| Valle Hovin                      | Oslo             | 79,409 / 79,409 (100%)        | $10,481,500   |
| Palace Square                    | Saint Petersburg | 27,103 / 27,103 (100%)        | $4,431,805    |
| Tallinn Song Festival Grounds    | Tallinn          | 72,067 / 72,067 (100%)        | $5,924,839    |
| West Harbour                     | Helsinki         | 85,354 / 85,354 (100%)        | $12,148,455   |
| Ullevi Stadium                   | Göteborg         | 119,709 / 119,709 (100%)      | $14,595,910   |
| Parken Stadium                   | Copenhagen       | 48,064 / 48,064 (100%)        | $6,709,250    |
| Chodov Natural Amphitheatre      | Prague           | 42,682 / 42,682 (100%)        | $3,835,776    |
| Bemowo Airport                   | Warsaw           | 79,343 / 79,343 (100%)        | $6,526,867    |
| Olympic Stadium                  | Munich           | 35,127 / 35,127 (100%)        | $3,655,403    |
| Kincsem Park                     | Budapest         | 41,045 / 41,045 (100%)        | $3,920,651    |
| Ušće Park                        | Belgrade         | 39,713 / 39,713 (100%)        | $1,738,139    |
| Parc Izvor                       | Bucharest        | 69,088 / 69,088 (100%)        | $4,659,836    |
| Vasil Levski National Stadium    | Sofia            | 53,660 / 53,660 (100%)        | $4,896,938    |
| Hayarkon Park                    | Tel Aviv         | 99,674 / 99,674 (100%)        | $14,656,063   |
| TOTAL                            | TOTAL            | 3,545,899 / 3,557,445 (~100%) | $407,713,266  |